# 구미호 외전
《구미호 외전》은 2004년 7월 19일부터 2004년 9월 7일까지 방영된 한국방송공사 월화 미니시리즈이다.

## 기획 의도
인간과 구미호족 간의 대결과 그 속에서 피어나는 운명적인 사랑을 담아낸 드라마

## 등장 인물
- 김태희 : 윤시연(윤해인) 역
- 조현재 : 강민우(유현수) 역
- 박충재 : 신무영 역
- 한예슬 : 손채이 역
- 엄태웅 : 사준 역
- 박준석 : 랑 역
- 이휘향 : 신수장(신고원) 역
- 독고영재 : 장국장(SICS[1] 국장) 역
- 권해효 : 문형사 역
- 정국진 : K 역
- 김학철 : 남준우 역
- 정의갑 : 서찬혁 역
- 이상인 : 김영모 역
- 김지우 : 강민주 역
- 김예령 : 강주선 역
- 서연주 : 정세경 역
- 안석환
- 이수완
- 김애란
- 김하은
- 이지훈
- 선우선 : 호위무사 역
- 고규필
- 곽진경
- 김경희
- 나경민
- 양주호
- 김수연
- 김지헌
- 최지해
- 지현우
- 장윤정
- 신동욱
- 백소미

## 편성 변경
- 2004년 8월 24일 : 8시 20분부터 2004년 하계 올림픽 중계방송으로 인해 결방
- 2004년 9월 7일 : 15회, 16회 연속 방영 (<대한민국 1교시> 결방)

## 참고 사항
- 소지섭의 캐스팅 설이 있었으나 무산됐다.
- 한예슬이 맡았던 손채이 역은 당초 정애연이 낙점되었으나[2] 영화 촬영 등의 이유로 고사했다.
- 주인공의 어설픈 액션과 연기력, 느슨한 이야기 진행에 대한 지적이 있었다.[3]
- 김태희는 해당 드라마 때문에 SBS 인기가요 MC 제의를 고사했다.[4]

## 같이 보기
- 내 여자친구는 구미호 (2010년, SBS)
- 구미호:여우누이뎐 (2010년, KBS)